# Прошкин, Евгений Александрович
Евгений Александрович Прошкин (род. 28 мая 1970, Москва) — российский писатель-фантаст.

## Биография
Евгений Прошкин родился в Москве. Учился в Московской Геологоразведочной академии, но ушёл оттуда за год до окончания и поступил в Литературный институт имени А. М. Горького, который также покинул после третьего курса. Служил в Советской Армии в частях береговой охраны на Курильских островах. После армии Евгений Прошкин успел сменить целый ряд профессий — работал в страховой компании, на студии кабельного телевидения, в банке, на колбасном заводе.
В литературе Евгений Прошкин дебютировал в 1991 году — его рассказ «Запасной вариант» был опубликован в журнале «Четвёртое измерение». Первая книга увидела свет только в 2000 году (роман «Война мёртвых»). Затем последовали произведения, закрепившие успех молодого писателя — «Слой» (2001), «Механика вечности» (2001), «Зима 0001» (2002), «Слой Ноль» (2003), «Магистраль» (2003). В соавторстве с Вячеславом Шалыгиным выпустил в 2002 году фантастико-юмористический роман «Наши фиолетовые братья». За роман «Истребитель "Родина"» (2005) Евгению Прошкину вручена премия «Лунная Радуга».

## Награды
- 2003 — Басткон, Премия «Меч Бастиона»
- 2005 — Лунная радуга, в области литературы, «Истребитель "Родина"» (2005)

### Романы
- Война мёртвых (2000)
- Механика вечности (2001)
- Слой (2001)
- Загон (2002)
- Зима 0001 (2002)
- Наши фиолетовые братья (совместно с Вячеславом Шалыгиным) (2002)
- Магистраль (2003)
- Слой ноль (2003)
- Твоя половина мира (2003)
- Истребитель «Родина» (2005)
- Смертники (совместно с Олегом Овчинниковым) (2010)
- Враг «Монолита» (совместно с Олегом Овчинниковым) (2011)
- Палачи (совместно с Олегом Овчинниковым) (2011)
- Контур боли (совместно с Олегом Овчинниковым) (2013)
- В режиме бога (Драйвер Заката) (2016)

### Рассказы
- Запасной вариант (1991)
- На круги своя (1993)
- Победители (2002)
- Эвакуация (2002)
- Двадцать минут из жизни Антона Соболева (2003)
- Двое (2003)
- Катарсис ефрейтора Тарасова (2003)
- Пересадка (2003)
- Стрелка (2003)
- Это я (2003)
- Это место свободно (2004)
- Дипмиссия (2005)
- Сочинение по картине (2012)
- Осколки (2017)